# اورنگ‌آباد (بیهار)
اورنگ آباد (بیهار) (به انگلیسی: Aurangabad, Bihar) یک ناحیه در هند است که در بهار (استان هند) واقع شده‌است.

## خصوصیات
اورنگ آباد  ۱۰۱٬۵۲۰ نفر جمعیت دارد و ۱۰۸ متر بالاتر از سطح دریا واقع شده‌است.